# Из пункта А в пункт Б и обратно
«Из пункта А в пункт Б и обратно» (англ. «From A to B and Back Again») — шестой эпизод четвёртого сезона американского драматического телесериала «Родина», и 42-й во всём сериале. Премьера состоялась на канале Showtime 2 ноября 2014 года.

## Сюжет
На явочной квартире, Кэрри (Клэр Дэйнс) представляет Айану (Сурадж Шарма) его новую личность и паспорт, и говорит ему о плане отправиться в Лондон этой ночью. Айан делает последний визит в общежитие, чтобы забрать некоторые личные вещи. Там он сталкивается с Киран и, объясняя свое появление, невольно говорит о своем переезде-побеге в Лондон на учебу с помощью "журналистки". Киран обижает его тайный от нее визит и решение. Она просит взять ее с собой, на что Айан говорит, что это невозможно. При выходе из общежития Айан замечает мужчину, следующего за ним. Думая, что оторвался от "хвоста", он возвращается на явочную квартиру, но тот же самый человек, вместе с двумя сообщниками, вламываются сюда. Кэрри затевает драку, а Айану удаётся сбежать, и он смотрит, как Кэрри силой бросают в фургон. Похищение оказывается уловкой, выдуманной Кэрри, с целью, чтобы Айан искал убежища у своего дяди, Хайссама Хаккани (Нуман Аджар). Через маячок, который был спрятан Максом в его паспорте, Айана отслеживает дрон, который передаёт визуальную информацию о его местонахождении в оперативную комнату, где наблюдают Кэрри, Куинн (Руперт Френд) и Редмонд (Майкл О'Киф).
Куинн узнаёт от своего коллеги Алана Хенсли, что Фархад не был на самолёте, который приземлился в Йоханнесбурге, и что все попытки связаться с Солом провалились.
Деннис Бойд (Марк Мозес) сообщает Тасним (Нимрат Каур) о находках. Следуя за Фарой (Назанин Бониади) из Посольства, Деннис узнал местонахождение убежища и нашёл личные фотографии Айана внутри. Он также даёт Тасним фотографии лекарств Кэрри, догадываясь, что Кэрри "минимум биполярна, возможно хуже".
Позвонив своему дяде, Айан идёт в уединённое место, где его встречает конвой машин, содержащих вооружённых до зубов людей. Кэрри подтверждает дронному стрелку, если подтвердится наличие Хаккани, они будут стрелять по цели, даже если актив, Айан, безусловно будет также убит. Хаккани выходит из одной из машин, но к шоку для тех, кто в операционной комнате, он также привёз Сола Беренсона (Мэнди Патинкин) в качестве заложника. Хаккани говорит Айану, что его "друг" привёл их в ловушку, и что наверху находится дрон, ждущий, чтобы убить их. Хаккани благодарит Айана за лекарства и целует его, затем стреляет ему в голову, мгновенно убив его. Приходящая в ещё большую ярость Кэрри даёт приказ дронному стрелку всё равно выстрелить. Её от этого отговаривает Куинн и она выходит из операционной комнаты, когда Хаккани и его люди уезжают с Солом.

## Производство
Режиссёром стала исполнительный продюсер Лесли Линка Глаттер, а сценаристом стал исполнительный продюсер Чип Йоханнссен.

## Реакция

### Реакция критиков
Эпизод получил очень положительные отзывы от критиков. Алисса Розенберг из «The Washington Post» сказала: «„Родина“ только что выпустила свой лучший эпизод за несколько лет», и что эпизод «проанализировал выгоды и страшные потенциальные цены подхода Кэрри к её работе с чёткостью, которая одновременно ужасная и ужасно привлекательна». Прайс Питерсон из журнала «New York» дал эпизоду 5 звёзд из 5, назвав его «одним из лучших эпизодов „Родины“ на сегодняшний день», а также похвалив то, как он исследовал приоритеты Кэрри. Бен Трэверс из IndieWire дал эпизоду оценку 'A' в силу его быстрого темпа и сюжетных поворотов.
TVLine назвал Клэр Дэйнс «исполнительницей недели» за её выступление.

### Рейтинги
Во время оригинального показа, эпизод посмотрели 1,54 миллиона зрителей, что было примерно равно предыдущему эпизоду.

## Награды
За этот эпизод, Лесли Линка Глаттер выиграла премию Гильдии режиссёров США за лучшую режиссуру драматического сериала, и была номинирована за лучшую режиссуру драматического сериала на 67-й церемонии вручения премии «Эмми». Клэр Дэйнс была номинирована на премию «Эмми» как лучшая актриса в драматическом сериале на 67-й церемонии вручения, выдвинув этот эпизод на рассмотрение.